# Erbi
Erbi est un quartier de la municipalité d'Ayala dans la province d'Alava dans la Communauté autonome basque (Espagne).